# Krekovi
Krekovi är en ort i Bosnien och Hercegovina.   Den ligger i entiteten Republika Srpska, i den södra delen av landet, 60 km söder om huvudstaden Sarajevo. Krekovi ligger 915 meter över havet och antalet invånare är 356.
Terrängen runt Krekovi är kuperad åt nordost, men åt sydväst är den platt. Närmaste större samhälle är Nevesinje, 8,7 km sydväst om Krekovi. 
Trakten runt Krekovi består till största delen av jordbruksmark. Runt Krekovi är det ganska tätbefolkat, med 67 invånare per kvadratkilometer.